# Giovanni Giacomo Imperiale Tartaro
Giovanni Giacomo Imperiale Tartaro (* 1554 in  Genua; † 1622 ebenda) war der 92. Doge der Republik Genua.

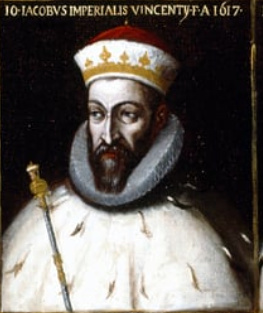
Giovanni Giacomo Imperiale Tartaro

## Leben
Giovanni Giacomo Imperiale Tartaro wurde um 1554 in Genua geboren. Seine Familie, die Tartaro, stammte aus dem Osten und wurde erst 1528 in den Albergo der Adelsfamilie Imperiale aufgenommen.
Im Jahr 1577 wurde er zu einem der vierhundert Vertreter des Großen Rates der Republik Genua gewählt und 1582 zum Hauptmann ernannt. Mit zunehmender politischer Bedeutung wurde er als Botschafter der Republik an den Hof von Cosimo II. de’ Medici im Großherzogtum Toskana berufen. Später, im Alter von etwa vierzig Jahren, wurde er in den Kreis der republikanischen Senatoren aufgenommen.
Auf dem Gebiet des Bauwesens und der Architektur förderte er den Bau neuer Paläste im historischen Zentrum Genuas, die Verbreiterung der heutigen Via di Scurreria (ehemals Via Imperiale, in der Nähe der Piazza del Campetto) und die künstlerische Umgestaltung der Villa Imperiale Scassi in der Sampierdarena, die sich durch ihre großen Freskensäle auszeichnet.
Am 25. April 1617 wurde er zum Dogen von Genua gewählt: der siebenundvierzigste in der zweijährlichen Folge und der zweiundneunzigste in der republikanischen Geschichte.
Während seiner Amtszeit versöhnte er sich mit der erzbischöflichen Kurie von Genua, insbesondere mit Monsignore Domenico de’ Marini, und bereitete neue Verteidigungsanlagen im Gebiet von Genua und der Republik vor.
Als sein Mandat am 29. April 1619 endete, kehrte er in sein Haus an der Piazza del Campetto zurück, wo er 1622 starb. Er wurde in der Basilika von San Siro beigesetzt.
Er hatte einen einzigen Sohn, Giovanni Vincenzo Imperiale, ein berühmter Dichter und Literat.